# Emili Cabanyes i Rabassa
Emili Cabanyes i Rabassa (Mataró, 1850-1916) fou un arquitecte i un polític català.
Es va llicenciar com a arquitecte el 1875, i va esdevenir arquitecte municipal de Mataró poc després. Entre les seves obres més destacades cal mencionar el Pla de l'Eixample de Mataró, fet conjuntament amb Melcior de Palau, el Mercat El Rengle i treballs a la basílica de Santa Maria de Mataró. Es va dedicar a la política local, com a regidor de l'ajuntament de Mataró i com a alcalde entre els anys 1895-1897 i 1899-1901. Va ser un animador del Cercle Catòlic, i en reconeixement de les seves contribucions a la vida cultural, la sala Cabanyes, inaugurada el 1935 porta el seu nom.